# Караван мира (фестиваль)
«Караван мира» («Mir-Caravane»)— международный клоунский, цирковой и театральный фестиваль, с 1989 года регулярно проводимый под руководством Вячеслава Полунина.

## История
«Караван мира» стартовал в Москве в парке ЦДСА в мае 1989 года. Затем кочующие артисты побывали в Ленинграде, Варшаве, Праге, Западном Берлине, Копенгагене, Базеле, Лозанне, Блуа. Через пять месяцев последние спектакли «Одиссея-89» прошли в парке Тюильри в Париже в рамках празднования 200-летия Французской Республики. Первым президентом фестиваля был драматург, режиссер Николя Пескин.

В первом фестивале участвовали 200 артистов и техников, 100 транспортных средств, 5 шапито, 8 театров (по четыре с Запада и Востока), прошло 600 спектаклей. В Москву и Петербург по приглашению Полунина приехали: цирк «Периллос» (Испания), интернациональный театр «Футсбарн», данс-театр «Шусаку и Дорму» (Нидерланды), театр «Дивадло на провазку» из ЧССР, политический «Театр Восьмого Дня» (Польша-Италия), французская «Компани дю Азар», театр «Нуклео» (Италия), «УФА-Фабрик» из Западного Берлина. 
«Они вышли на улицы и площади, чтобы возродить именно площадное искусство, чтобы освободить вечно бегущего горожанина, разбудить его фантазию, освободить от шор и условностей, которые чуть было не сделали нашего человека неулыбчивым и злым. Именно всамделишность происходящего в бродячем театре делает его привлекательными и для строгого критика, и для того, кто сроду по театрам не ходил». Газета «Правда», 1989.

### Идея и организаторы
Идея возникла в Польше, на одном из фестивалей уличных театров, а её авторами были голландский продюсер Хан Баккер, английский режиссер с французской «пропиской» Джон Килби и Слава Полунин. Первый из них после разговора о том, как было бы хорошо собрать уличных комедиантов в один караван и покатить по Европе, начал собирать западную «дирекцию», а Полунин — искать финансы в России, и нашел поддержку у Союза театральных деятелей СССР под руководством Олега Ефремова. Союз отдал большую часть годового бюджета на это предприятие.
Однако в 1989 году получить что-либо материальное даже за деньги в Советском Союзе было проблематично: в стране настала эра всеобщего дефицита. Выручила известность театра «Лицедеи»: концерт коллектива стал валютой, за которую доставали необходимое. Так, за концерт Полунин получил вагон чугуна в Череповце, который обменяли на автодома в Югославии. Таким же образом были получены деревянные зрительские скамейки для шапито «Футсбарн» Джона Килби и самолёт гвоздик, который молодой Союз предпринимателей пригнал из Болгарии — и клоуны завалили ими Красную площадь.

### Первый фестиваль
На Красную площадь артисты въехали на платформе от ракеты СС-20, которую им подарили военные, которые тоже сочувственно отнеслись к идее «Каравана мира».
В Петербурге караван разместился на Елагином острове, где выходец из Ташкента, Тимур Бекмамбетов организовал ежедневное питание артистов: в огромном казане его соотечественники ежедневно готовили плов на 200 человек. Также Тимур привёз вагон узбекских халатов, которые сильно спасали от майского холода. Потом артисты «щеголяли» в этой одежде по Европе.
В Чехии в программу «Каравана» был приглашён «Дивадло на провазку» («Театр на веревке»), где завлитом работал Вацлав Гавел, находившийся на момент фестиваля под домашним арестом. «Мы нашли лучших адвокатов, все театры отыграли представления, сборы от которых пошли на оплату адвокатских услуг, и Гавела отпустили», — сказано на одной из страниц юбилейной книги, выпущенной к 25-летию фестиваля.
В Берлине караванщики хотели прорваться через Бранденбургские ворота с восточной стороны на западную, однако власти по обе стороны этого не позволили. Всего через 6 недель стена пала, а в ноябре Полунин получил из Берлина письмо: «Все препятствия устранены, вы можете играть спектакли».
Поскольку гастроли заняли почти полгода, то внутри каравана был организован детский сад, в котором собиралась детвора 40 национальностей. Финал «Каравана» увенчался свадьбой клоуна из «Лицедеев» Лёонида Лейкина, женившегося  на канадской актрисе.

### Из Парижа в Москву
3-5 сентября 2010 года «Караван мира» был включен в программу празднования Дня города в Москве. Среди его участников были интернациональная труппа «Ton und Kirschen» («Звук и вишни») из маленькой деревушки под Берлином, французская «La Compagnie du Hasard», основанная в 1977 году Николя Пескиным, чешский «Divadlo Husa na Provazku», польский «Osmego Dnia».
Российские артисты были представлены театром Славы Полунина, а также театрами Poema, «Недослов», «Огненные люди», «Странствующие куклы Господина ПЭЖО».

## Книга
В июле 2014 года «Международный театрально-культурный центр Славы Полунина» выпустил книгу «Караван мира» — иллюстрированное издание на 64 страницы, посвящённое истории фестиваля.